# ジャンプ・ブルース
ジャンプ・ブルース（Jump blues）はブルースのサブ・ジャンルの一種。1940年代後半から、ルイ・ジョーダンらが演奏して流行した。アップテンポのブルースであり、ビッグ・バンド・ジャズに影響されている。速めのテンポでスウィングするリズムに特徴がある。

## 概要
1930年代末から1940年代初期にかけて成立した。ジャンプ・ブルースは、1940年代後半のリズム・アンド・ブルースのルーツの一つであり、スウィングするリズムは、50年代半ばに誕生するロックンロールにも強い影響を与えた。ジャンプ・ブルースの代表的な曲にはルイ・ジョ－ダンの「サタデイナイト・フィッシュフライ」、ロイ・ブラウンの「グッド・ロッキン・トゥナイト」、ビッグ・ジェイ・マクニーリーの「ディーコンズ・ホップ」などがある。

## 代表的なミュージシャン
- ルイ・ジョーダン
- キャブ・キャロウェイ[注 1]
- ワイノニー・ハリス[注 2]
- ロイ・ブラウン（歌手）[注 3]
- ロイ・ミルトン
- ラッキー・ミランダ
- ジミー・リギンズ（Jimmy）
- ジョー・リギンズ（Joe）
- トレニアーズ
- ルイ・プリマ
- 吾妻光良 & The Swinging Boppers（日本のジャンプ・ブルースバンド）